# یئونگتونگ-گو
یئونگتونگ-گو (به لاتین: Yeongtong-gu) یک منطقهٔ مسکونی در کره جنوبی است که در سوون واقع شده‌است. یئونگتونگ-گو ۲۷٫۵ کیلومتر مربع مساحت و ۲۵۷٬۳۱۸ نفر جمعیت دارد.